# Qalqilya

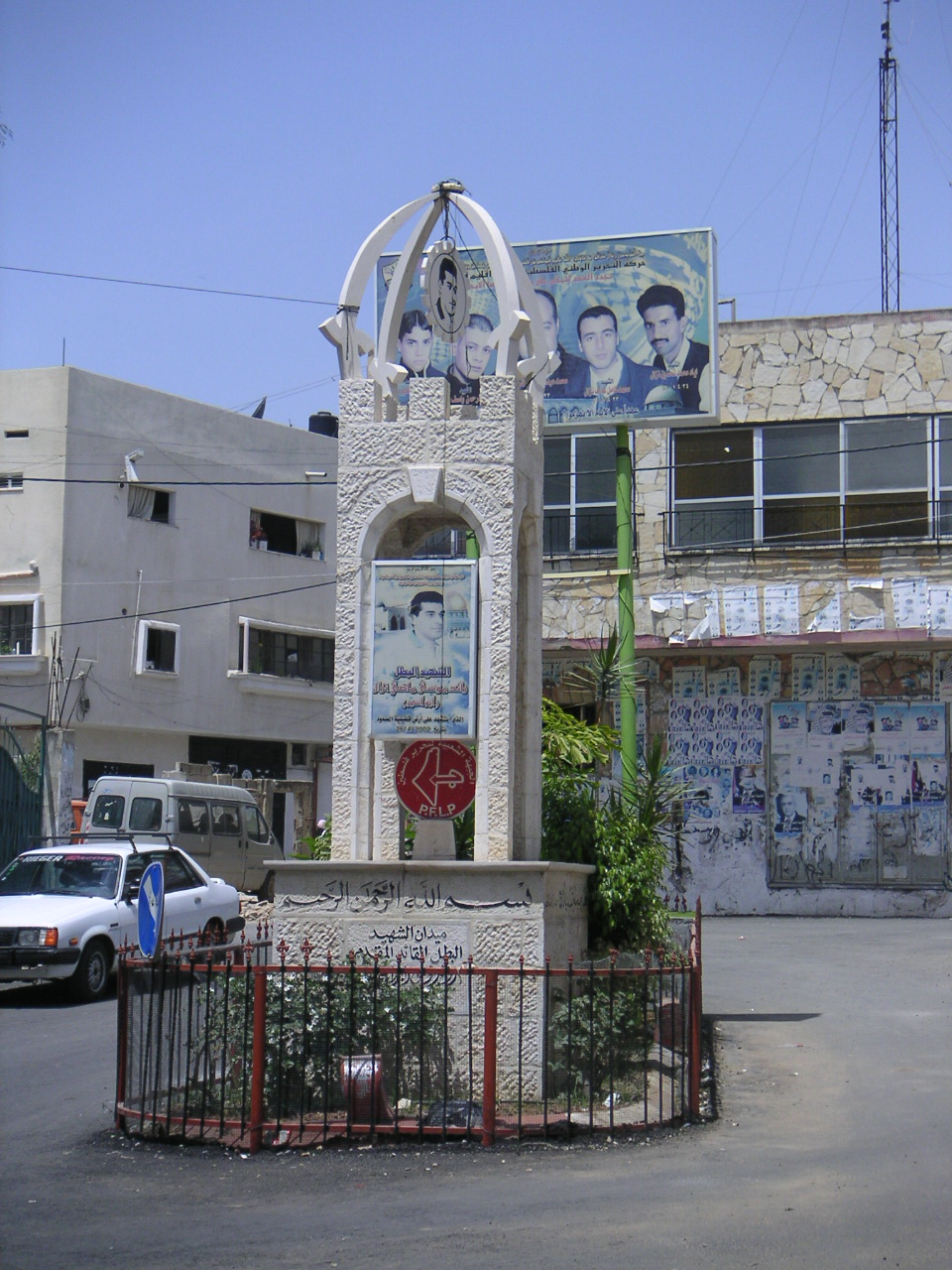
Qalqilya

Qalqilya (àrab: قلقيلية, Qalqīliya; hebreu: קלקיליה‎) és una ciutat palestina de Cisjordània. Qalqilya és una ciutat agrícola que compta aproximadament amb 45.000 habitants (estimació recent). La seva altitud varia de 45 m a 125 m sobre el nivell del mar i el seu clima és mediterrani (les precipitacions anuals mitjanes són de 550 mm). Qalqilya és molt prop del mar (12 km), contra la línia verda (que constitueix la frontera entre Israel i Cisjordània des de 1949) i se situa sobre l'eix de carretera Tel-Aviv-Nablus. Avui, Qalqilya és gairebé totalment envoltada pel «mur de separació».

## Història
Qalqilya és situada sobre un emplaçament ocupat per l'home des de la prehistòria. La ciutat és testificada en l'època romana sota el nom de Kalkaliya. Una etimologia proposada faria derivar el nom de l'àrab qala'at (la fortalesa) + 'alaat' (alt).
Es va establir un consell local en 1909, al final del període otomà, i el 1945 va veure la creació d'un consell municipal.

El 1948, després de la derrota àrab, la ciutat va rebre l'afluència de milers de refugiats palestins que es van instal·lar en un barri de la ciutat (són anomenats 
| « | els de Kufre Saba i d'Arab Abu Kishek | » |

). Qalqilya no va considerar mai la creació d'un camp de refugiats, ja que aquests van ser integrats dins de la ciutat a canvi d'un suport de l'UNRWA. Quan es va crear l'Estat d'Israel, la municipalitat de Qalqilya es va veure amputada de totes les terres que es trobaven a l'altra banda de la línia d'armistici de 1949.
Entre 1949 i 1967, la ciutat estigué sota sobirania jordana. Els agricultors de la ciutat intentaven regularment de passar a l'altra banda de la frontera per treballar les seves terres annexades. Per castigar aquestes infiltracions, l'exèrcit israelià va atacar Qalqilya moltes vegades i va destruir nombrosos pous artesans.
Des de la guerra dels Sis Dies, la ciutat és ocupada per Israel, com la resta de Cisjordània.

## Actualitat

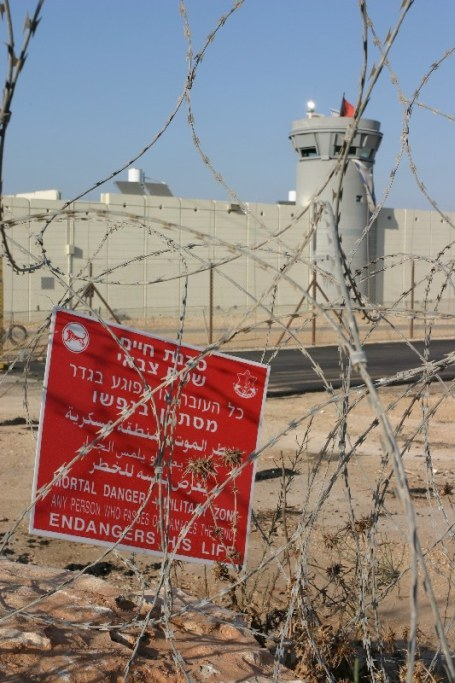
Mur de separació al voltant de Qalqilya

Després dels acords d'Oslo, la ciutat ha passat sota la jurisdicció Autoritat Nacional Palestina (zona A).
Malgrat aquests acords, i sobretot des del desencadenament de la Segona Intifada, les forces armades israelianes entren regularment a Qalqilya, sovint amb motiu de procedir a detencions.
El 2003, Israel va començar la construcció del Mur de separació.
La construcció del mur avui ja està acabada i envolta gairebé totalment Qalqilya. El traçat del mur no segueix la frontera de 1967, entra profundament al territori palestí, i separa avui el districte de Qalqilya de 50.00 dúnams (1 dúnam = 1000 m²) de les seves terres cultivades, o sigui de prop d'un 50 per cent del total de les terres del districte.

## Economia
Fins al 1995, prop d'un 80 per cent de la població activa de Qalqilya treballava en el sector agrícola, per a empreses israelianes (i també en l'àmbit de la construcció). L'altre 20% de la població activa vivia del comerç entre Israel i els territoris ocupats.
Des de 2003, les activitats comercials s'han esfondrat, de resultes de la construcció del mur que ha convertit en extremadament difícil d'accés. Les condicions per accedir a les terres agrícoles situades a l'altra banda del mur són extremadament difícils fins i tot impossibles per als agricultors de Qalqilya. Finalment, ningú de Qalqilya no troba feina a Israel.
Des de les eleccions legislatives palestines de 2006, la Unió Europea ha aturat el seu finançament a l'Autoritat Nacional Palestina. Molts funcionaris ja no cobren des d'aleshores.